# Sandsfjorden
Sandsfjorden ou Sandsfjord est un fjord situé dans la municipalité de Suldal, dans le comté de Rogaland, en Norvège. Le fjord de 25 kilomètres de long est le bras le plus septentrional du Boknafjord principal dans le comté de Rogaland. Le fjord commence à la confluence du Saudafjord et du Hylsfjord, juste au nord du village de Sand. Il se dirige ensuite vers le sud-ouest jusqu’à ce qu’il atteigne l’île de Foldøy, où le fjord rejoint le principal Boknafjord. Les villages de Jelsa et Hebnes sont situés de part et d’autre de l’embouchure du fjord.
Le pont de Sandsfjord traverse le fjord près du village de Marvik. Le pont a ouvert à l’automne 2015 et il relie la route nationale norvégienne 13 à la route de comté norvégienne 46. Il a remplacé une ligne de ferry à travers le fjord de Ropeid à Sand.